# Philip Kapleau

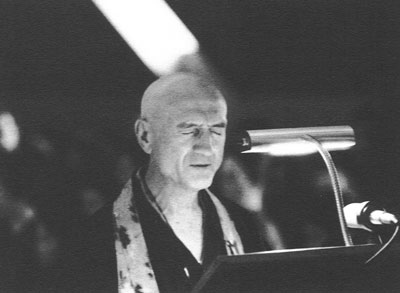
Philip Kapleau, okänt år.

Philip Kapleau, född 1912 i New Haven, Connecticut, död 6 maj 2004, var en amerikansk zenlärare och författare.
Kapleau deltog som jurist i den internationella militärtribunalen i Nürnberg samt i krigsförbrytarrättegången i Japan.
Förordnad och bemyndigad av sin mästare Yasutani-roshi att undervisa, stiftade Kapleau Rochester Zen Center i Rochester, New York, USA och blev dess ledare.
Hans bok Zens tre pelare: undervisning, utövande, upplysning gavs ut 1965 på engelska och 1984 i svensk översättning. 
Bland hans efterträdare finns Sunyana Graef och Bodhin Kjolhede i USA samt Sante Porooma och Kanja Odland som leder Zenbuddhistiska samfundet i Sverige. 

## Skrifter i svensk översättning
- Zens tre pelare. Undervisning, utövande, upplysning. Red Dot Publishing, Hägersten, 1995.

Även i Maria Adkinson översättning:
- Zens tre pelare. Undervisning, utövning och upplysning. Livskraft, Via Förlagsgemenskap, Stockholm, 1984.
- Zen-kommentarer om arbete, medvetenhet, icke-varaktighet, icke-jag, ego, språk. Via förlagsgemenskap, Livskraft, Stockholm, 1982.